# Pink Floyd

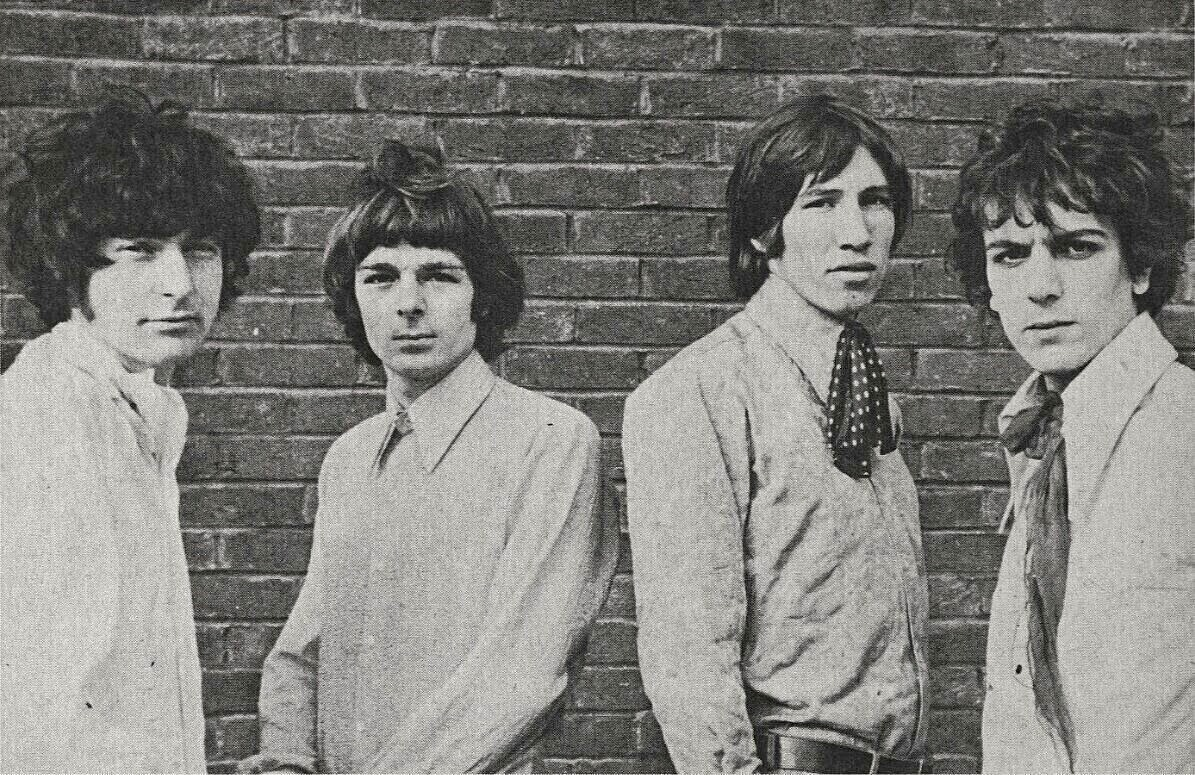
Pink Floyd 1967. Från vänster: Nick Mason, Richard Wright, Roger Waters, Syd Barrett

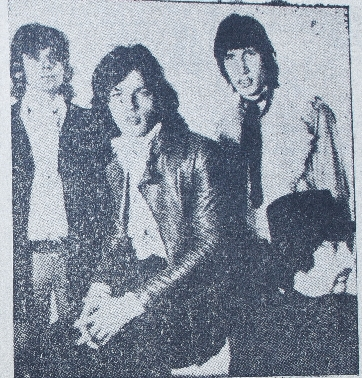
Pink Floyd 1969. Från vänster: Richard Wright, David Gilmour, Roger Waters, Nick Mason

Pink Floyd var ett brittiskt rockband som bildades 1965 i London, England. Gruppen hade stor framgång och var betydande inom den psykedeliska musiken under andra halvan av 1960-talet, då gruppen leddes av Syd Barrett, och senare i karriären även inom den progressiva rocken; då med Roger Waters i spetsen. Pink Floyd har sålt 200 miljoner album världen över, varav 74,5 miljoner i USA.[källa behövs] Pink Floyd invaldes i Rock and Roll Hall of Fame år 1996. 2008 tilldelades gruppen Polarpriset tillsammans med Renée Fleming.

## Historia

### Tidiga Pink Floyd
Den första uppsättningen Pink Floyd bestod av Syd Barrett (sång, kompgitarr), Bob Klose (sologitarr), Richard Wright (klaviatur/sång), Roger Waters (elbas/sång), och Nick Mason (trummor). Under de första åren gick gruppen under en lång rad olika artistnamn; Barrett döpte slutligen gruppen till The Pink Floyd Sound (The samt Sound försvann innan första albumet) efter två amerikanska bluesmusiker, Pink Anderson och Floyd Council. Gruppen började snabbt att experimentera med sin musik. De lade till vibreringar och många andra elektroniska effekter i musiken. På liveframträdanden hade man ljusshower för att förstärka den psykedeliska effekten i musiken. 
Bob Klose lämnade gruppen tidigt eftersom han inte gillade den psykedeliska stilen. Endast några R&B-inspirerade demos finns bevarade från tiden med Klose. Pink Floyd debuterade i februari 1967 med singeln "Arnold Layne", om en man som samlar på kläder, vilka han plockar ned från klädstreck i månsken. I maj 1967 gavs singeln "See Emily Play" ut. Den blev Pink Floyds enda låt på svenska Tio i topp-listan. Pink Floyd albumdebuterade i augusti 1967 med albumet The Piper at the Gates of Dawn, vilket anses som ett av de mest representativa inom den brittiska psykedeliska musiken. Hösten 1967 släpptes den tredje singeln, "Apples and Oranges", utan framgång.
Under den här perioden experimenterade förgrundsfiguren Syd Barrett med droger. Han försvann längre och längre in i psykoser som ett resultat av detta. Något som inte bara skapade oro inom bandet utan även resulterade i inställda konserter och andra åtaganden. Gitarristen David Gilmour började i bandet i januari 1968 och hans gitarrspel utvecklade gruppens sound. Barretts tillstånd förvärrades och i kombination med allt mindre inflytande lämnade han gruppen i mars samma år. Pink Floyds självklare ledare, sångare och låtskrivare blev nu Roger Waters. Syd Barrett medverkade alltså endast på gruppens två första album (även om han bara bidrog med en låt, "Jugband Blues", till det andra albumet, A Saucerful of Secrets och medverkar på ytterligare någon låt). Syd Barrett avled 7 juli 2006 av pankreascancer (cancer i bukspottskörteln) som hans diabetes tros ha orsakat. Barrett blev 60 år gammal.
En av få liveinspelningar som finns med den första upplagan av gruppen, innan ledarfiguren Syd Barrett slutade på grund av psykisk ohälsa, gjordes av ljudteknikern Anders Lind när gruppen spelade i Stockholm under sitt första Sverigebesök 1967.,  Det är en inspelning som Lind legat lågt med, men som nu släppts som en del (Live in Stockholm 1967, CD2-1 till CD2-8 ) av Pink Floyds nya CD-box "The Early Years: 1965-72", en mastodontutgåva som totalt omfattar 27 CD- och DVD-skivor.

### Soundtrack och experiment
Under det sena 1960-talet och tidiga 1970-talet var gruppens musik med i många filmer som den franska hippiefilmen More (1969), Michelangelo Antonionis amerikanska hippiefilm Zabriskie Point (1970) och La Vallée (1972). Musiken gavs sedan framgångsrikt ut på album. De släppte också "vanliga" album, däribland Ummagumma (1969), en dubbel-LP med en skiva inspelad live och en med individuella improvisationer från var och en i gruppen, och Atom Heart Mother som innehöll ett 23 minuter långt opus med en hel orkester. Dessa album var framgångar i hemlandet där de nådde höga placeringar på albumlistorna. Bandet slutade efter ett tag helt att släppa singlar. Efter de tre singlarna med Barrett gav gruppen ut "It Would Be So Nice"/"Julia Dream" och "Point Me at the Sky"/"Careful With that Axe, Eugene" (båda 1968), men därefter dröjde det ända till 1979 innan man gav ut någon singel i England, även om till exempel "Money" gavs ut som amerikansk singel 1973.

### Guldåren
Albumet Meddle med 23-minuterslåten Echoes gavs ut 1971 och var enligt Roger Waters början på det som skulle komma att bli The Dark Side of the Moon som släpptes två år senare och blev gruppens stora genombrott. Tidigare album från gruppen var ofta svåra att ta till sig på grund av de experimentella tongångarna, men The Dark Side of the Moon var ett fokuserat album som också hade tydliga teman: mentala problem, kändisskap, pengar, etc. Musikaliskt är albumet starkt influerat av fusion och de individuella låtarna glider ihop med varandra. Här fanns också gruppens första topp-20-hit på den amerikanska billboardlistan: "Money". Låten innehåller ett ovanligt byte av taktart; låten börjar i 7/4-takt men går under solot över i 4/4 för att sedan gå tillbaka till den ovanliga 7/4-takten.
Albumet innehar rekordet för att ha stannat längst på Billboard-listan. The Dark Side of the Moon är ett av världens mest sålda album. Det berömda svarta omslaget med ett prisma har, liksom många andra av gruppens omslag, designats av Storm Thorgerson.
Nästa album kom 1975, Wish You Were Here, och behandlar främst saknaden efter forne medlemmen Syd Barrett. Mest tydligt blir det i "Shine On You Crazy Diamond" som till stor del är skriven av David Gilmour. Två år senare släpptes albumet Animals där Roger Waters gav uttryck för sina socialistiska tankegångar och klassade människor som olika sorters djur. Det är ett av gruppens mörkaste album. Waters växande dominans i gruppen blev allt tydligare.
Dubbelalbumet The Wall gavs ut 1979, och handlar främst om social isolering. Idén till albumet är ett resultat av känslorna bandet fått efter flera års stor framgång och den isolering de kände mellan sig och sin publik. The Wall är en rockopera som kretsar kring karaktären Pink, och berättar en historia om hur händelser i hans liv får honom att isolera sig från omvärlden. Var och en av dessa upplevelser blir "ännu en sten" i den metaforiska mur han bygger runt sig, därav albumtiteln "The Wall". Teman som finns på albumet är bland annat krig, skolgång, kärlek, livet som rockstjärna och fascism. Låten "Another Brick In The Wall, Part 2" släpptes som singel, och blev bandets största hit.[källa behövs] När "The Wall" spelades in hade dock Waters blivit så dominant att relationerna mellan bandmedlemmarna ansträngdes, och Wright lämnade gruppen. "The Wall" blev direkt en succé när det släpptes, och följdes av bandets dittills mest kostsamma turné, där en tio meter hög mur byggdes mellan bandet och publiken under konsertens gång.[källa behövs] The Wall blev också spelfilm år 1982 med Bob Geldof i huvudrollen som Pink.

### Splittringen

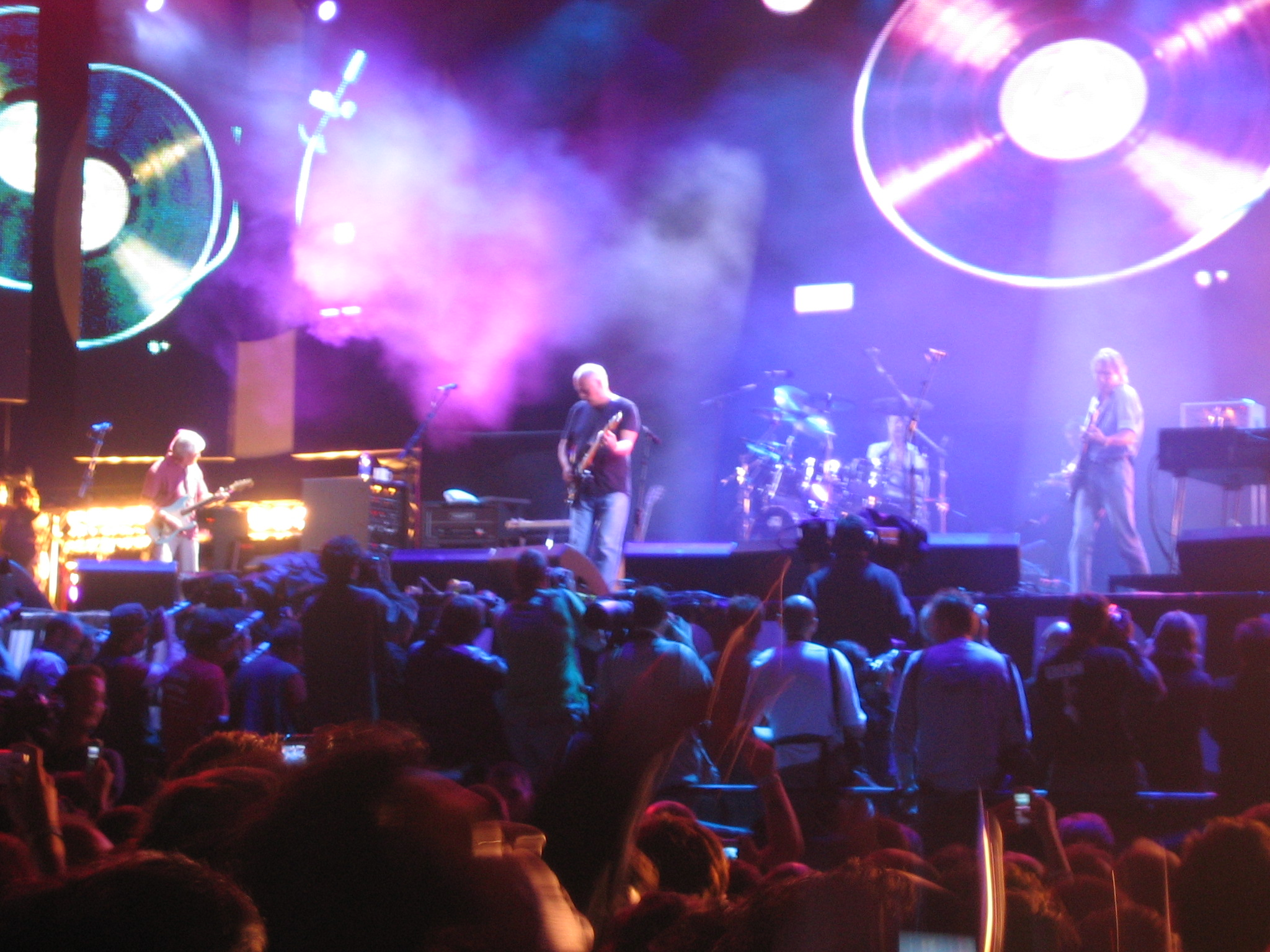
Pink Floyd på Live 8-galan 2005

Fyra år efter The Wall gavs albumet The Final Cut (1983) ut, för första gången utan Wright och hans synthar. Waters skrev allt material själv denna gång. På albumet står det "av Roger Waters, framfört av Pink Floyd", och musiken påminner mycket om Waters solomusik.
Efter albumet splittrades gruppen. De kommande åren följdes av rättstvister. Gilmour vann rätten till namnet Pink Floyd, eftersom Waters hade lämnat bandet. Waters vann däremot rätten till Algie, den enorma flygande grisen, som gjorde entré 1977 under Animals-turnén, samt de flesta av låtarna på The Wall. Gilmour, Mason och Wright svarade genom att tillverka en likadan gris, fast med enorma testiklar. Original-Algie var en sugga.
Gilmour, Mason och Wright har i senare intervjuer sagt att Waters tog över gruppen alltmer, genom att han skrev allt mer av materialet medan de övriga bandmedlemmarna inte bidrog på samma sätt som tidigare. Waters i sin tur har påpekat att han inte önskade annat än att de andra skulle bidra mer till skrivandet/komponerandet.
Roger Waters påbörjade en solokarriär, och Pink Floyd existerade inte fram till 1986, då David Gilmour, Richard Wright och Nick Mason återförenades. De gav ut A Momentary Lapse of Reason (1987), livealbumet Delicate Sound of Thunder (1988) samt The Division Bell (1994) och livealbumet P*U*L*S*E.
Samtliga medlemmar har givit ut soloskivor. Roger Waters och David Gilmour är de som har lyckats bäst med sina solokarriärer, och båda har givit ut flera soloalbum efter splittringen.
På Live8-galan 2005 återförenades Roger Waters tillfälligt med de tre andra. Diskussioner har förts om en återföreningsturné, men någon sådan blev aldrig av. Däremot uppträdde Roger Waters 2006–2007 med en show där mycket av materialet kom från Pink Floyds repertoar, bland annat spelades hela albumet The Dark Side of the Moon. Nick Mason medverkade även på trummor på några av konserterna, till exempel i Frankrike.
Polarpriset 2008 gick till Pink Floyd (och operasångerskan Renée Fleming). I september 2008 avled Richard Wright efter en kortare tids sjukdom.
Den 12 maj 2011 återförenades Roger Waters med David Gilmour och Nick Mason på O2-arenan i London.
I juli 2014 meddelade Gilmours fru Polly Samson via Twitter att ett nytt Pink Floyd-album, The Endless River, skulle komma att släppas i november.

## Bandmedlemmar
- David Gilmour – sång, gitarr (1968–1996, 2005, 2013-2014, 2022)
- Nick Mason – trummor (1965–1996, 2005, 2013-2014, 2022)
- Roger Waters – basgitarr, sång (1965–1985, 2005)
- Syd Barrett – sång, gitarr (1965–1968, död 2006)
- Bob Klose – gitarr (1965)
- Richard Wright – sång, keyboard (1965–1981, 1987–1996, 2005, död 2008)

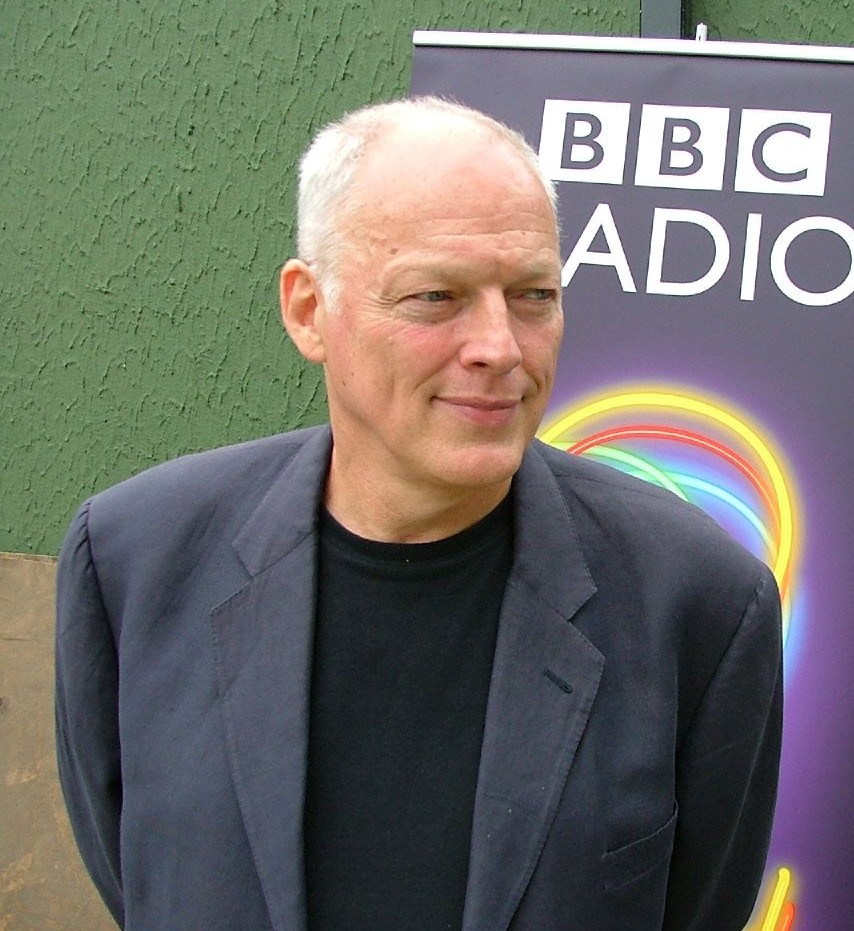
David Gilmour
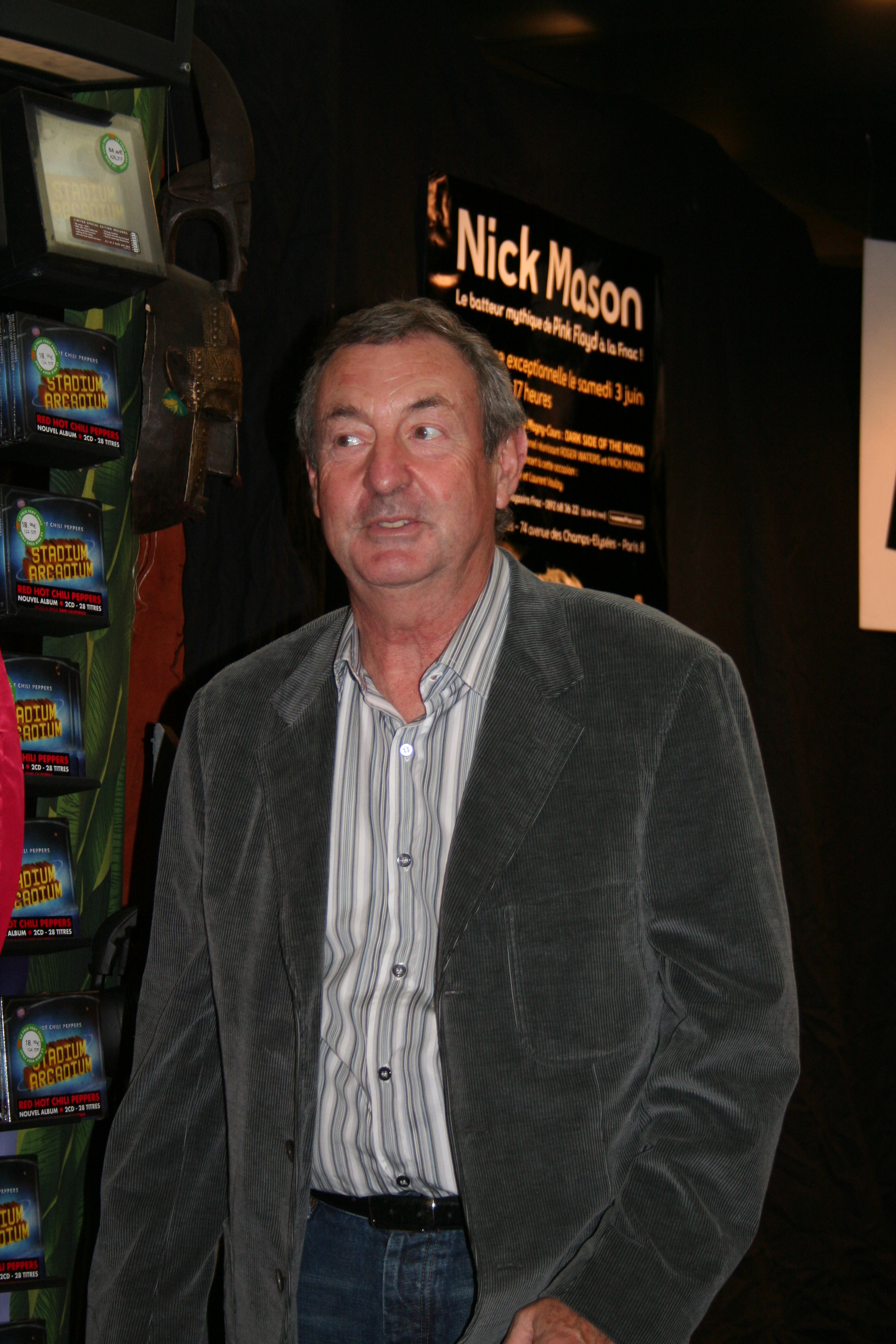
Nick Mason
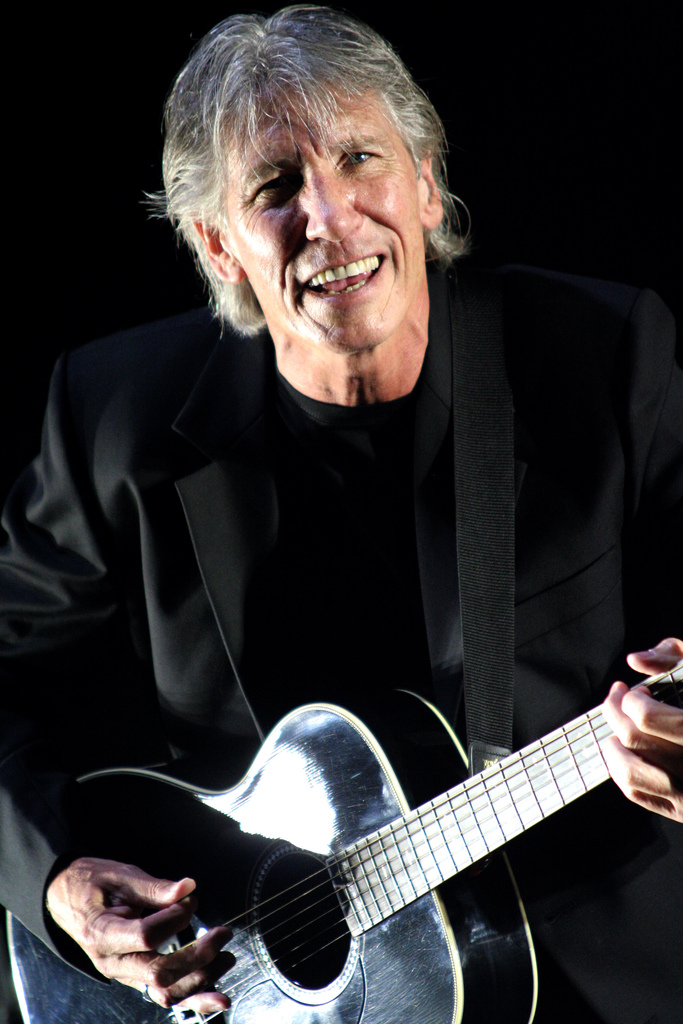
Roger Waters
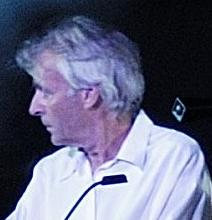
Richard Wright

### Gästartister
- Guy Pratt, spelade bass och sång från 1985
- Dick Parry medverkade flera gånger på saxofon på The Dark Side of the Moon och Wish You Were Here.
- Roy Harper sjunger texten till "Have a Cigar" på Wish You Were Here.
- Claire Torry sjöng den ordlösa sången på "The Great Gig in the Sky" och fick många år senare credit som låtskrivare för att ha skapat låtens mest kända del i princip på stående fot i studion.

## Diskografi

### Studioalbum
- 1967 – The Piper at the Gates of Dawn
- 1968 – A Saucerful of Secrets
- 1969 - More
- 1969 – Ummagumma LP2[14]
- 1970 – Atom Heart Mother
- 1971 – Meddle
- 1972 – Obscured by Clouds
- 1973 – The Dark Side of the Moon
- 1975 – Wish You Were Here
- 1977 – Animals
- 1979 – The Wall
- 1983 – The Final Cut
- 1987 – A Momentary Lapse of Reason
- 1994 – The Division Bell
- 2014 – The Endless River

### Samlingsalbum
- 1971 – Relics
- 1973 – A Nice Pair
- 1981 – A Collection of Great Dance Songs
- 1983 – Works
- 1992 – Shine On (boxed set)
- 2001 – Echoes: The Best of Pink Floyd
- 2007 – Oh by the Way (Mini Vinyl Studio Box (14 CD))
- 2011 – A Foot In The Door - The Best Of Pink Floyd

### Livealbum
- 1969 – Ummagumma LP1[14]
- 1988 – Delicate Sound of Thunder
- 1995 – P*U*L*S*E
- 2000 – Is There Anybody Out There? The Wall Live 1980-81
- 2023 – The Dark Side of the Moon Live at Wembley 1974

### Soundtrack
- 1969 – Music from the Film More
- 1970 – Zabriskie Point
- 1972 – Obscured by Clouds

### Video
- 1973 – Pink Floyd: Live at Pompeii
- 1982 – Pink Floyd The Wall
- 1992 – La Carrera Panamericana (Dokumentär)
- 1995 – Pink Floyd: Pulse

### EP
- 1995 – London '66–'67